# Arena Oskarshamn
L'Arena Oskarshamn est un complexe sportif polyvalent d'Oskarshamn en Suède. Elle a été construite en 1974.
La patinoire accueille l'équipe de hockey sur glace du IK Oskarshamn de l'Allsvenskan. Elle a une capacité de 3 424 spectateurs.